# Stemme S10
El Stemme S10 es un motovelero producido por Stemme AG en Strausberg (Alemania) desde los años 80. El motor está montado en el centro de la aeronave, y presenta una poco usual hélice plegable que queda guardada dentro del cono del morro del avión cuando el motor no está en uso.

## Diseño y desarrollo

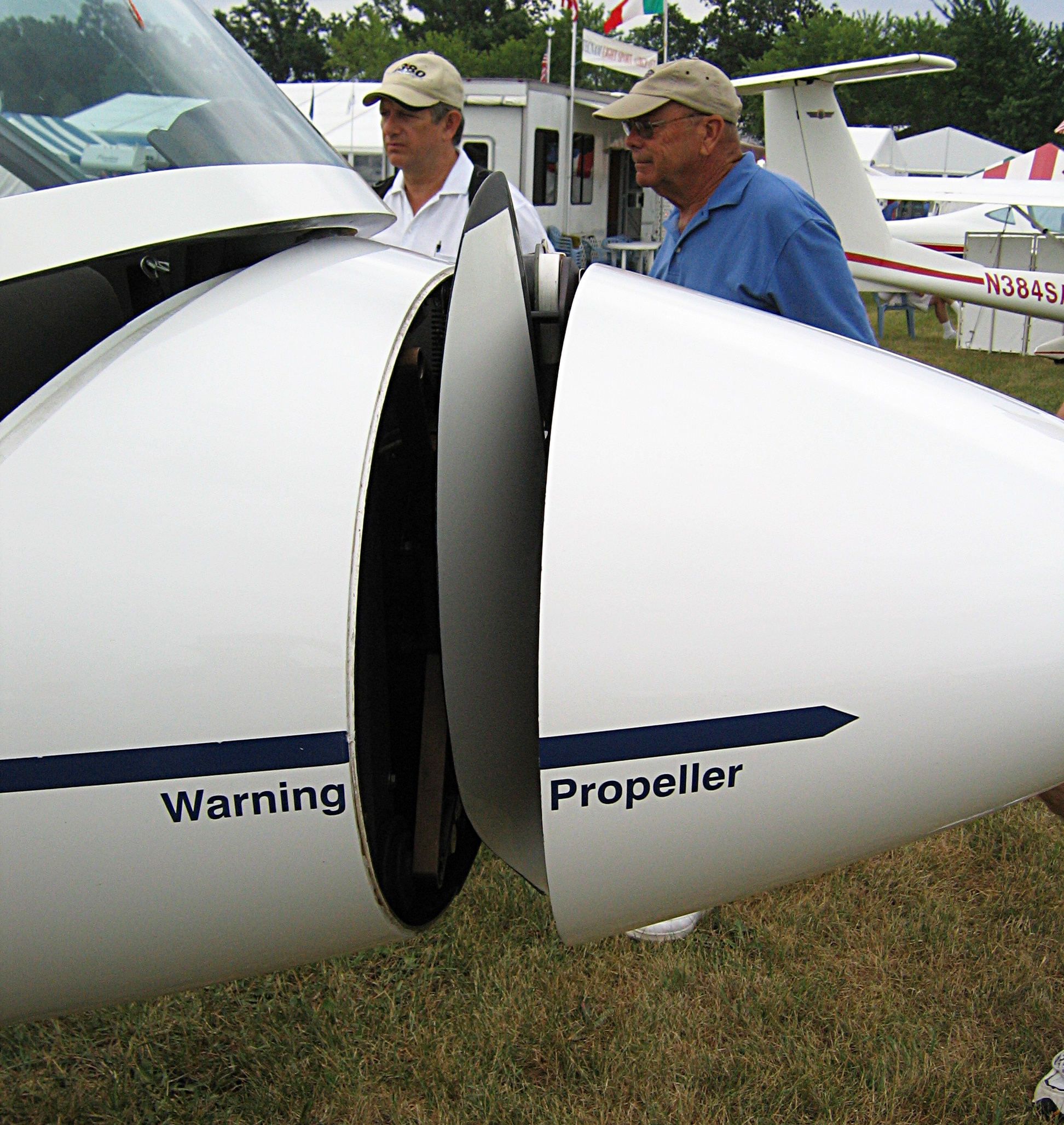
Hélice retráctil del Stemme S10: cuando el motor, que está detrás de la cabina, se apaga, la hélice se pliega y el cono del morro se desliza hacia atrás, dejando un morro limpio.

El Stemme S10 también dispone de varias características poco usuales, como un tren de aterrizaje de rueda de cola y una cabina lado a lado. No dispone de conexión de gancho de remolque, por lo que tiene que despegar por su cuenta. Las dos ruedas principales se retraen y despliegan eléctricamente, aunque pueden ser desplegadas manualmente si es necesario. Existe la opción de plegar las alas para reducir la envergadura en hangar a 11,4 m. El tiempo de reencendido del motor es de 5 segundos. Un panel solar puede proporcionar potencia eléctrica adicional durante los vuelos largos. Tiene una rueda de cola orientable, spoilers tipo Schempp-Hirth y winglets opcionales. La variante actual, la S10-VT, dispone de una hélice de paso variable que permite usar más potencia durante el despegue, y un nuevo motor sobrealimentado Bombardier Rotax 914F en lugar del anterior Limbach L2400. La mayor parte de las piezas están fabricadas en Polonia, pero la producción futura será realizada por Remos Aircraft.
Presentada en la Muestra Aérea de Berlín de 1996, la variante S15 tiene la envergadura reducida a 20 m y dispone de dos puntos de anclaje subalares para contenedores científicos o de sensores de vigilancia. También existe una versión no pilotada, la S-UAV, también destinada a la vigilancia.

## Historia operacional

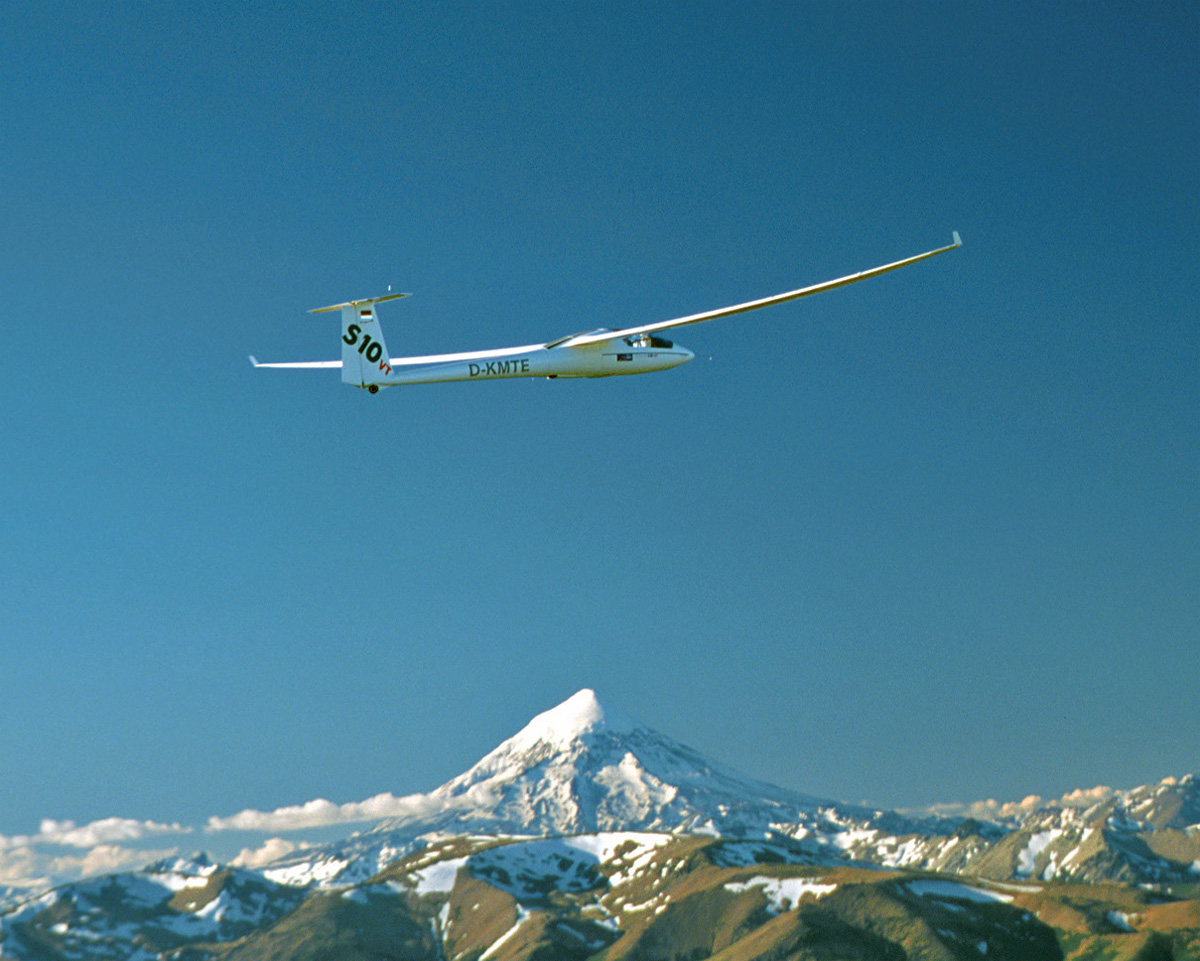
Aeronave de Investigación del MWP Stemme S10 VT por el volcán Lanin.

Se realizaron mediciones atmosféricas con un S10-VT durante el vuelo récord de 1550 km de la Expedition Argentina '99 del Mountain Wave Project (MWP) a Tierra del Fuego, y, durante la Expedition Mendoza 2006, cuando se realizaron mediciones científicas de turbulencia atmosférica a 12 500 m (41 010 pies) alrededor y por encima de la montaña más alta de América, el Aconcagua.
Un S10 fue volado por Klaus Ohlmann como planeador puro en una distancia récord de 2463 km, en un vuelo de 14 horas.
Dos ejemplares fueron usados por la Academia de la Fuerza Aérea de los Estados Unidos entre 1995 y 2002, bajo la designación TG-11A.
En diciembre de 2007, la Fuerza Aérea Colombiana recibió dos Stemme S10-VT para usarlos en entrenamiento.

## Variantes
S10
Variante estándar de producción.
S10V
Variante con hélice de paso variable.
S10VC
Variante de vigilancia con contenedores de sensores subalares.
S10-VT
Motor sobrealimentado Rotax 914F de 115 hp.
TG-11A
S10 operados por la Academia de la Fuerza Aérea estadounidense.

## Operadores
Colombia
- Fuerza Aérea Colombiana

 Estados Unidos
- Fuerza Aérea de los Estados Unidos

## Especificaciones (S10-VT)
Referencia datos: Jane's All The World's Aircraft 2003–2004.

### Características generales
- Tripulación: Uno (piloto)
- Capacidad: Un pasajero
- Longitud: 8,4 m (27,6 ft)
- Envergadura: 23 m (75,5 ft)
- Altura: 1,8 m (5,9 ft)
- Superficie alar: 18,7 m² (201,3 ft²)
- Peso vacío: 645 kg (1421,6 lb)
- Peso cargado: 850 kg (1873,4 lb)
- Planta motriz: 1× motor bóxer sobrealimentado de cuatro cilindros refrigerado por aire Rotax 914 F2/S1.
  - Potencia: 85 kW (117 HP; 115 CV)
- Hélices: Bipala
- Alargamiento: 28,3

### Rendimiento
- Velocidad nunca excedida (Vne): 270 km/h (168 MPH; 146 kt)
- Velocidad crucero (Vc): 259 km/h (161 MPH; 140 kt)
- Velocidad de entrada en pérdida (Vs): 78 km/h (48 MPH; 42 kt)
- Alcance: 1730 km (934 nmi; 1075 mi)
- Techo de vuelo: 9140 m (29 987 ft)
- Régimen de ascenso: 4 m/s (787 ft/min)
- Límites g: +5,3/-2,65
- Tasa máxima de planeo: 50
- Régimen de descenso: 0,57 m/s (112 pies/min)

## Aeronaves relacionadas

### Secuencias de designación
- Secuencia S_ (interna de Schweizer): S6 - S10 - S12 - ASP S15
- Secuencia TG-_ (Planeadores de Entrenamiento estadounidenses, 1962-presente): ← TG-8 - TG-9 - TG-10 - TG-11 - TG-12 - TG-14 - TG-15A/B →